# 스테파노베리스과
스테파노베리스과(Stephanoberycidae)는 금눈돔목에 속하는 조기어류과의 하나이다. 이전에는 스테파노베리스목에 포함시켰으나 현재는 금눈돔목으로 분류한다. 대서양과 태평양 그리고 남아프리카 해안에서 떨어진 인도양의 열대와 아열대 바다에서 발견된다. 심해에서 사는 어류로 수심 1000m 이상 아래에서 살며, 5000m 아래에서 발견되기도 한다. 4속 4종으로 이루어져 있다.

## 하위 속
스테파노베리스과는 다음과 같이 분류한다.
- Abyssoberyx
- Acanthochaenus
- Malacosarcus
- Stephanoberyx

## 계통 분류
2017년 현재, 금눈돔목의 계통 분류는 다음과 같다.

|  | 멜람파이스과 |
|  |              |
|  | 금눈돔과     |
|  |              |

|  | 론델레티아과                                                          |
|  |                                                                       |
|  | \| \| 바르보우리시아과 \| \| \| \| \| \| 스테파노베리스과 \| \| \| \| |
|  |                                                                       |
|  | 바르보우리시아과                                                      |
|  |                                                                       |
|  | 스테파노베리스과                                                      |
|  |                                                                       |

|  | 바르보우리시아과 |
|  |                  |
|  | 스테파노베리스과 |
|  |                  |

|  | 론델레티아과                                                          |
|  |                                                                       |
|  | \| \| 바르보우리시아과 \| \| \| \| \| \| 스테파노베리스과 \| \| \| \| |
|  |                                                                       |
|  | 바르보우리시아과                                                      |
|  |                                                                       |
|  | 스테파노베리스과                                                      |
|  |                                                                       |

|  | 바르보우리시아과 |
|  |                  |
|  | 스테파노베리스과 |
|  |                  |

|  | 멜람파이스과 |
|  |              |
|  | 금눈돔과     |
|  |              |

|  | 론델레티아과                                                          |
|  |                                                                       |
|  | \| \| 바르보우리시아과 \| \| \| \| \| \| 스테파노베리스과 \| \| \| \| |
|  |                                                                       |
|  | 바르보우리시아과                                                      |
|  |                                                                       |
|  | 스테파노베리스과                                                      |
|  |                                                                       |

|  | 바르보우리시아과 |
|  |                  |
|  | 스테파노베리스과 |
|  |                  |

|  | 론델레티아과                                                          |
|  |                                                                       |
|  | \| \| 바르보우리시아과 \| \| \| \| \| \| 스테파노베리스과 \| \| \| \| |
|  |                                                                       |
|  | 바르보우리시아과                                                      |
|  |                                                                       |
|  | 스테파노베리스과                                                      |
|  |                                                                       |

|  | 바르보우리시아과 |
|  |                  |
|  | 스테파노베리스과 |
|  |                  |